# ويليام غارلاند
ويليام غارلاند هو سياسي كندي، ولد في 4 ديسمبر 1856 ببورتاج لابريري في كندا، وتوفي في 11 نوفمبر 1901 بفينيكس في الولايات المتحدة.